# عزازقة
عزازقة (بالتيفيناغ: ⵉⵄⴻⵥⵥⵓⴳⴻⵏ) إحدى بلديات دائرة عزازقة التابعة لولاية تيزي وزو.

## النوادي
يضم إقليم بلدية عزازقة العديد من نوادي كرة القدم، منها:
1. شبيبة عزازقة

## أعلام
- عبد الحميد صادمي
- يوسف عابدي
- يوبا أوقاصي
- نوارة
- مهدي بن شيخون

## مواضيع ذات صلة
- بلديات ولاية تيزي وزو
- دوائر ولاية تيزي وزو